# Gebrüder Davenport

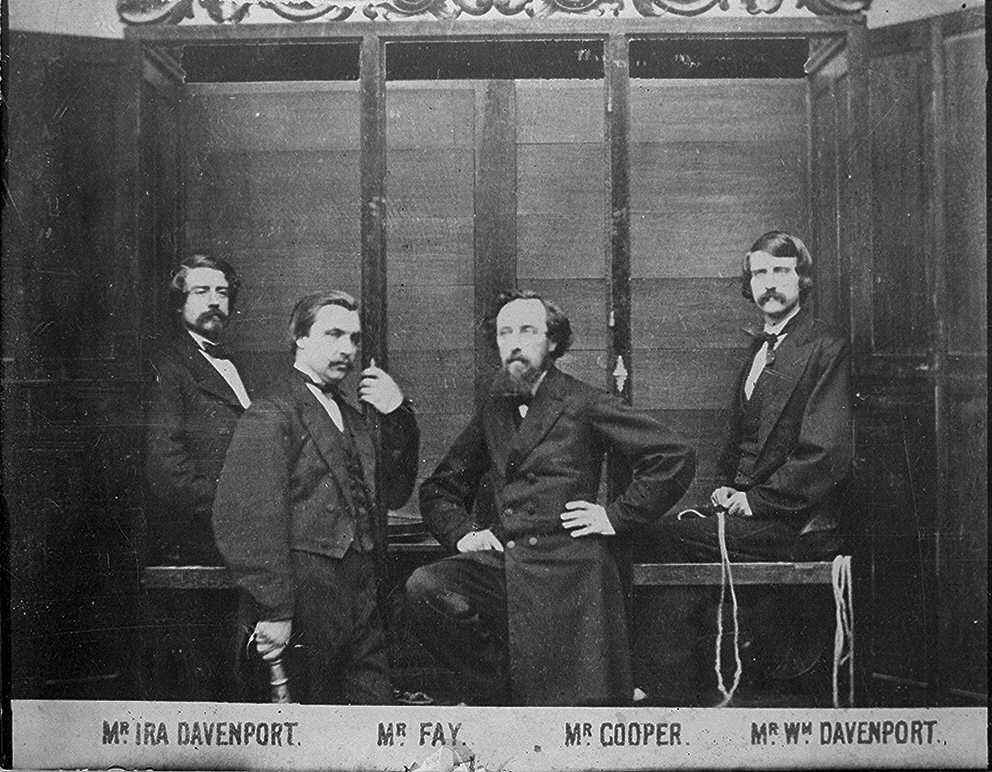
Gebrüder Davenport (hinten) 1870

Die Gebrüder Davenport waren ein US-amerikanisches Magierduo, bestehend aus Ira Eratus Davenport (* 1839; † 1911) und William Davenport (* 1841; † 1877).
Die Brüder Davenport zeigten eine erfolgreiche Show spiritistischer Medien im 19. Jahrhundert. Sie produzierten spiritistischen Manifestationen, während sie (scheinbar) gefesselt waren. Bei ihrer bekanntesten Darbietung brachten sie in einem Schrank sitzend allerhand Musikinstrumente zum Spielen, obwohl sie gefesselt waren. Zwischen 1855 und 1864 traten sie in Amerika auf. Nach dem Ausbruch des amerikanischen Bürgerkrieges zogen sie es vor, durch England, Frankreich, Deutschland und Russland zu touren. 1868 kehrten sie nach Amerika zurück. 1873 trennten sie sich, Ira wurde Farmer. Ein Comebackversuch von 1895 scheiterte. Die Gebrüder Davenport beeinflussten mit ihrer Show die Zauberkunst ihrer Zeit nachhaltig. Ein früherer Mitarbeiter, Harry Kellar, wurde später ein berühmter US-Zauberkünstler; auch Harry Houdini war 1887 als Zuschauer von den Davenports Brothers inspiriert worden und schloss mit Ira 1909 in dessen letzten Jahren Freundschaft.
Das Duo behauptete im Gegensatz zu seinen Ansagern nie selbst, übersinnliche Kräfte zu besitzen oder mit Geistern im Bunde zu stehen, ließ jedoch offen, welcher Natur ihre Fähigkeiten waren. Daher sahen sich als Antispiritisten tätige Zauberkollegen wie John Henry Anderson, John Nevil Maskelyne und Houdini herausgefordert, die Tricks der Davenports öffentlich zu verraten.